# Andrzej Kowalski (muzyk)
Andrzej Kowalski – polski gitarzysta, pianista i kompozytor jazzowy. W 2019 r. ukazał się debiut płytowy jego kwartetu zatytułowany Abstrakt. Kowalski otrzymał nominację do Fryderyka 2020 w kategorii «Fonograficzny Debiut Roku – Jazz».

## Dyskografia
Albumy
| Tytuł                               | Dane dot. albumu                                                       |
| ----------------------------------- | ---------------------------------------------------------------------- |
| Andrzej Kowalski Quartet – Abstrakt | - Data: 14 czerwca 2019 - Wydawca: EBS Group Records, dyst. Jazz Sound |

## Andrzej Kowalski Quartet
Zespół połączył studentów Akademii Muzycznej we Wrocławiu, Akademii Muzycznej w Katowicach oraz Uniwersytetu Muzycznego w Warszawie. Laureaci Jazzowego Debiutu Fonograficznego IMiT, Grand Prix na XXI Lotos Jazz Festival Bielska Zadymka Jazzowa oraz Nagrody ZAiKS na 55. Santander Jazz Festival Jazz nad Odrą.
Skład:
- Andrzej Kowalski – gitary, syntezatory, fortepian
- Robert Wypasek – saksofony, syntezatory, fortepian
- Jan Wierzbicki – kontrabas, gitara basowa
- Adam Wajdzik – perkusja, instrumenty perkusyjne